# كرايغ بريسكو
كرايغ بريسكو (بالإنجليزية: Craig Briscoe)‏ هو لاعب دوري الرغبي بريطاني، ولد في 8 ديسمبر 1992 في بلاكبول في المملكة المتحدة.